# Burg Niedenstein
Die Burg Niedenstein ist eine abgegangene Höhenburg bei der kleinen Stadt Niedenstein im Schwalm-Eder-Kreis in Nordhessen. Von ihr sind praktische keine Reste mehr erhalten. Heute stehen an ihrer Stelle der 1931 errichtete Aussichtsturm Hessenturm und eine Wandergaststätte, betrieben vom Hessisch-Waldeckischen Gebirgs- und Heimatverein Niedenstein.

## Geographie
Der Burgstall – und somit auch der heutige Aussichtsturm – befindet sich unmittelbar östlich oberhalb der Kernstadt Niedenstein auf dem 475 m ü. NHN hohen Basaltkegel Niedensteiner Kopf, einem nahezu vollständig bewaldeten Westausläufer der Langenberge und die südöstlichste der Hinterhabichtswälder Kuppen. Die Kernstadt Niedenstein liegt am Westhang des Bergs, der Stadtteil Ermetheis im Südosten.

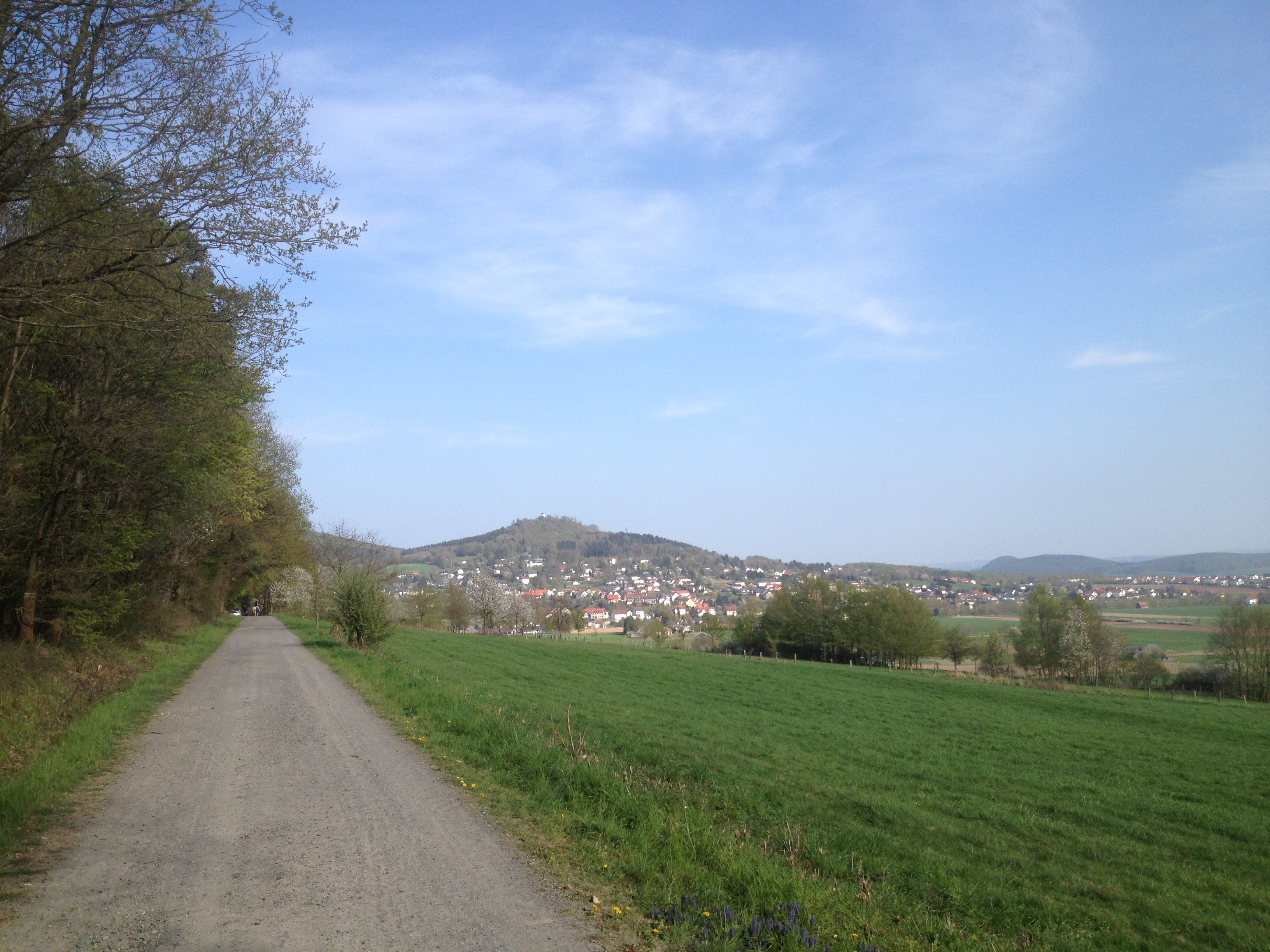
Blick von Nordwesten auf den Niedensteiner Kopf

Die von Baunatal im Osten herbeiführende Landesstraße 3219 führt im Osten, Süden und Südwesten um den Berg. Seit der Eröffnung der Wandergaststätte ist der Turm auch mit dem Auto zu erreichen.

## Geschichte
Die Burg Nydensteyne wird im Jahre 1254 erstmals urkundlich erwähnt, als Konrad II. von Elben sie für die Herzogin Sophie von Brabant und deren Sohn Heinrich gegen Truppen des Mainzer Erzbischofs Gerhard von Dhaun hielt, bestand aber bereits seit 90 Jahren. Sie wurde in der Zeit von 1160 bis 1164, mit Kurmainzer Erlaubnis, von den Vettern Hugo Hesso von Wichdorf, Reinhard Wackermaul und Konrad von Gassenhausen erbaut. Es war eine vergleichsweise kleine Burg, allerdings mit Bergfried und drei Kemenaten als Burgsitzen. Der Gassenhausen’sche Anteil kam 1229 durch Kauf an die Heß von Wichdorf, und der Wackermaul’sche Anteil fiel nach dem Tod des Heimerad Wackermaul 1236 durch Erbschaft an die von Elben.
Konrad II. von Elben war einer der ersten und wichtigsten Unterstützer Sophies von Brabant im thüringisch-hessischen Erbfolgekrieg (1247–1264), und die Burg befand sich auf dem Gebiet der Urgemarkung Wichdorf, die größtenteils in Konrads Besitz war. Konrad wurde 1255 – wohl im Auftrage Sophies – der Gründer der bereits 1259 als Stadt (Oppidum) bezeichneten Siedlung Nydensteyne am Westhang des Burgbergs. Die Burg lag nun als Verbindungsglied zwischen Wolfhagen und Gudensberg zum Schutz des althessischen Kernlandes gegen das mainzische Fritzlar (und ab 1266 auch gegen das in diesem Jahr mainzisch gewordene Naumburg) und insbesondere zum Schutz der Dörfer Metze, Kirchberg und Wichdorf.
1277 trugen auch die Brüder Hugo, Heinrich und Johann Heß von Wichdorf ihren Burgsitz Niedenstein nebst allem Zubehör dem Landgrafen Heinrich I. auf und erhielten ihn als Lehen zurück. 1283 errichteten die Ganerben Elben und Heß um die bereits vorhandenen Scheunen und Ställe auf dem Südende des Gipfelplateaus eine Vorburg mit Mauern und Torhaus.
1349 stürzte bei einem Erdbeben ein Teil der Burgmauer ein. In den 1360er Jahren kam es zu einigen Veränderungen der Besitzverhältnisse an der Burg. 1361 trug Curth Heß von Wichdorf seinen noch freieigenen Anteil an der Burg sowie Höfe in Niedenstein und Wichdorf dem Landgrafen Heinrich II. zu Lehen auf und erhielt diese Besitzungen als Lehen zurück. Als Otto Heß von Wichdorf 1367 in einem Streit seinen Niedensteiner Vogt Jost von Urff erstach und deshalb landflüchtig wurde, verkaufte er seinen Anteil an der Burg Niedenstein sowie an Ländereien in Wichdorf, Hausen und Emserberg sowie am Sengelsberg an Curth Heß von Wichdorf, der diese Güter aber bereits 1373 an seinen Onkel Simon von Homberg d. Ä. wiederkäuflich veräußerte. 1384 ging dieses Pfand an Simons Sohn Albrecht von Homberg über.
Im August 1387 wurden die Burgmannen Wilhelm Heß und Simons Neffe Heinrich von Homberg und die Mehrzahl der waffenfähigen Bürger Niedensteins zur Verteidigung der Stadt Kassel gegen Erzbischof Adolf I. von Bistum Mainz, Herzog Otto von Braunschweig-Göttingen und Markgraf Balthasar von Meißen abberufen. Da die Verbündeten Kassel nicht einnehmen konnten, wandten sie sich gegen Gudensberg und Niedenstein. Am 3. September 1387 wurden die Stadt und die Burg Niedenstein, nahezu ohne Verteidiger, von Truppen des Erzbischofs Adolf I. bei deren Rückzug von der erfolglosen Belagerung Kassels eingenommen und schwer verwüstet. Am Vortag hatten sie bereits Gudensberg und die dortige Wenigenburg erobert und zerstört, die Obernburg jedoch nicht. Burg und Stadt blieben bis 1394 in Kurmainzer Besitz, und die Ganerben Wilhelm Heß und Albrecht von Homberg, mussten dem Erzbischof Urfehde schwören. Allerdings hatte die Burg zu diesem Zeitpunkt wohl schon ihre militärische Bedeutung verloren, wie der auf die ummauerte Stadt Niedenstein fokussierte Burgfrieden von 1388 zeigt, in dem die Burg nicht einmal erwähnt wird.
Nachdem die Stadt und Burg Niedenstein im Sommer 1394 wieder an Landgraf Hermann übergeben worden waren, wurde die Burg 1396 mit landgräflicher Unterstützung wieder hergerichtet, allerdings ohne die Burgkapelle. 1427 starb Simon von Homberg d. J., Sohn Albrechts, als letzter seines Geschlechts und sein Anteil an der Burg ging 1428 als Lehen an den streitsüchtigen Reinhard d. Ä. von Dalwigk. Es kam zu viel Streit und sogar offener Fehde zwischen ihm und den anderen Ganerben Heß von Wichdorf und Reinhard von Gassenhausen. Im Dezember 1434 gab Landgraf Ludwig I. Reinhard von Dalwigks Niedensteiner Burg- und Mannlehen, das dieser aufgelassen hatte, an Hermann Hund; die Hund wurden noch bis 1655 weiterhin damit belehnt. 1443 kauften Curth und Hans Heß von Wichdorf und Hermann Hund den Gassenhausener Burgsitz, der in der Folge ganz den Hund überlassen wurde.
1454, auf dem blutigen Höhepunkt der Bundesherrenfehde, brannte Johann von Meysenbug mit seinen Leuten die Kemenate der Hund ab, wobei auch die der Heß Brandschaden erlitt und das Haus der Linne in der Vorburg niederbrannte. Zwar ließen die Hund und die Heß ihre Kemenaten im folgenden Jahr noch einmal instand setzen, aber da sie nicht mehr dort wohnten, verfielen diese in der Folgezeit. 1498 erhielt Thymo von Wildungen den Linneschen Burgsitz zu Lehen. Thymo von Wildungen starb 1506 ohne rechtliche Leibeserben und sein Niedensteiner Burgsitz, der einstige der Linne, kam an den unehelichen Landgrafenspross Wilhelm (ab 1509 Freiherr von der Landsburg); ebenso der Burgsitz Thymos in Melsungen. Am 1. Advent 1509 riss ein schwerer Sturm das Dach von der bereits baufälligen Hund’schen Kemenate und Hermann Hund verließ die Burg; danach lebte nur noch ein alter Jäger dort.

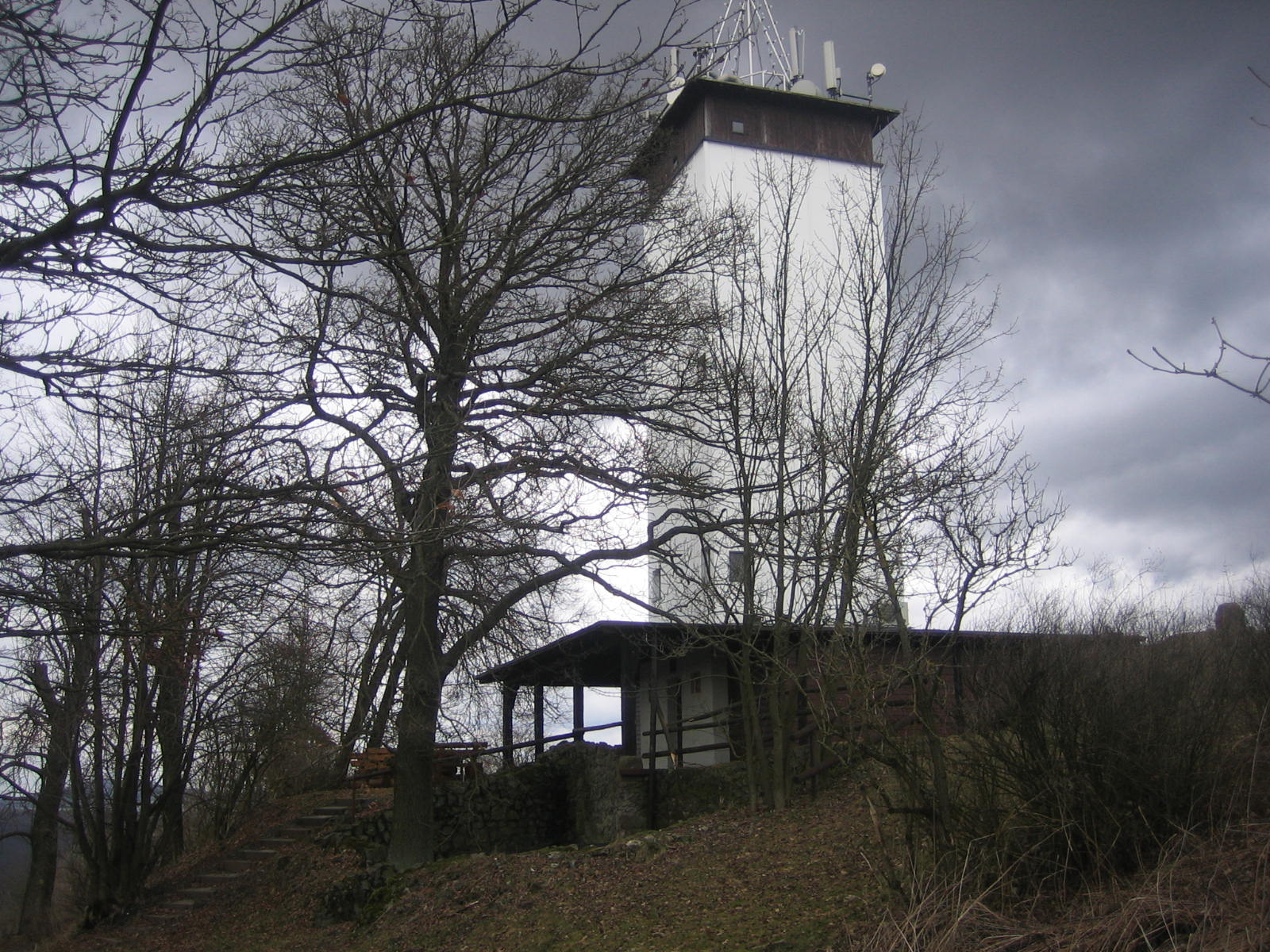
Der Hessenturm auf dem Niedensteiner Kopf

Im Dreißigjährigen Krieg wurde die Stadt Niedenstein 1631 von Kroatischen Reitern erobert und zerstört. Die Einwohner flüchteten in die umliegenden Wälder und ein Teil suchte Schutz in den verbliebenen Mauern der Burg. Als sie sich dort gegen die verfolgenden kaiserlichen Reiter zur Wehr setzten, wurden nahezu alle noch stehenden Reste der Burg zerstört. Die verbliebenen Trümmerreste wurden im Laufe der Zeit von den Bewohnern der umliegenden Siedlungen zur Wiederverwendung weggeschafft. In den 1880er Jahren stand im Westen noch ein kleiner Mauerrest mit Kellerloch, und im Süden, Westen und Norden waren noch Spuren eines Wallgrabens zu sehen. Ein Schuttkegel an der Südostecke bezeichnete die Stelle des einstigen Bergfrieds, und auch die Grundmauern des kleinen Palas waren noch erkennbar. Von der Vorburg war nur noch das in den Basalt gehauene Fundament eines kleineren Turms sichtbar.
Auf den Fundamenten der ehemaligen Burg wurde 1931 ein Aussichtsturm, der sog. Hessenturm erbaut. Neben den Resten des alten Burgturmes errichtete man den Sockel aus Stampfbeton, auf den dann eine vierstöckige Holzkonstruktion gesetzt wurde.